# Dorothy Lavinia Brown
Pour les articles homonymes, voir Brown.
Dorothy Lavinia Brown (7 janvier 1919 – 13 juin 2004), également connue en tant que Dr. D, était une chirurgienne, femme politique et professeure afro-américaine. Elle fut la première femme afro-américaine chirurgien des États du Sud des États-Unis et première Afro-Américaine élue au Parlement du Tennessee.

## Biographie

### Jeunesse
Dorothy Lavinia Brown est née à Philadelphie (Pennsylvanie), et placée dans un orphelinat à Troy, dans l'État de New York à l'âge de 5 mois par sa mère Edna Brown, où elle vécut jusqu'à l'âge de 12 ans. Alors qu'elle était à l'orphelinat, elle subit une tonsillectomie, expérience qui suscita son intérêt pour le champ de la médecine. Bien que sa mère essaie de la persuader de vivre avec elle, Dorothy Brown n'avait de cesse de fuguer de chez elle pour retourner à l'orphelinat. Ainsi, à l'âge de quinze ans, elle fugue pour s'inscrire à la Troy High School. Avec l'aide du principal de l'école, elle rencontre Samuel Wesley et Lola Redmon, qui deviennent ses parents adoptifs.

### Études
Après avoir achevé ses études secondaires, alors qu'elle travaillait comme domestique, elle peut s'inscrire au Bennett College de Greensboro grâce à l'obtention d'une bourse délivrée par la Troy Conference Methodist Women.
En 1944, Dorothy Brown commence à étudier la médecine au Meharry Medical College de Nashville, et effectue son stage au Harlem Hospital de New York. 
Diplômée en 1948, elle devient interne au Hubbard Hospital du Meharry Medical College en 1949.
Malgré les réticences de l'époque à employer des femmes chirurgiennes, elle réussit à convaincre le chef de la chirurgie, Matthew Walker, Sr.. Elle finit son internat en 1954.

### Carrière
Dorothy Brown fut chirurgien chef à l'hôpital Riverside de Nashville de 1957 à 1983. En 1966, elle devient la première femme afro-américaine à être élue à la Tennessee General Assembly (Parlement du Tennessee), où elle siège pendant deux ans. Elle manque de peu de faire légaliser les avortements en cas de viol ou d'inceste et de faire élargir les avortements déjà juridiquement autorisées si la vie de la mère était mise en danger. En 1968, Dorothy Brown tente d'obtenir un siège au Sénat du Tennessee, mais perd, en partie en raison de son soutien aux lois sur l'avortement. Au cours de sa carrière politique, elle contribue notamment au vote de la loi sur l'histoire des Noirs, qui obligeait les écoles publiques du Tennessee à « mener des programmes spéciaux pendant la Semaine de l'histoire des Noirs pour reconnaître les réalisations faites par les Afro-Américains ».
Après son retrait de la vie politique, Dorothy Brown redevient médecin à temps plein à l'hôpital Riverside. Elle est également chirurgienne assistante à l'hôpital général George W. Hubbard, en tant que directrice de l'éducation pour le programme de rotation clinique des hôpitaux Riverside et Meharry. Elle est aussi professeure de chirurgie au Meharry Medical College et consultante pour les Instituts nationaux de santé au Conseil national consultatif Cœur, Poumon et Sang[réf. nécessaire].

### Mort
Elle meurt à Nashville (Tennesseeà en 2004 d'une défaillance cardiaque congestive[Quoi ?].
En 2017, elle est inscrite au Health Care Hall of Fame de l'État du Tennessee,.

### Vie privée
En 1956, Dorothy Brown adopta la petite fille d'une patiente célibataire de l'hôpital Riverside, qui la suppliait de l'adopter. Elle devint la première femme célibataire du Tennessee à adopter légalement un enfant, qu'elle nomma Lola Denise Brown. 
Dorothy Brown était membre de l'Église méthodiste unie[réf. nécessaire].

## Écrits
Elle a écrit une autobiographie et des essais[réf. nécessaire].